# Frank Hahne
Frank Hahne (* 31. März 1856; † 1932) war ein deutscher Brauer und Gründer der Du Bois Brewing Company.

## Biographie
Frank Hahne war seit jungen Jahren Waise und erlernte mit 17 Jahren das Brauhandwerk. 1875 emigrierte er in die USA und ließ sich in Milwaukee nieder, wo er eine Anstellung in einer Brauerei fand. Ein Jahr später zog er in den Bundesstaat Iowa und arbeitete drei weitere Jahre als Brauer. Mit seinem bis dahin angesparten Geld konnte er sich in South Dakota niederlassen und war zwei Jahre lang in der Landwirtschaft tätig. Es folgten Tätigkeiten als Bierbrauer in Chicago (1881–1887) und Pittsburgh (1887–1896), wo er als Braumeister für die Eberhardt & Ober Brewery arbeitete. 
1896 zog er nach DuBois, wo er unter anderem aufgrund der hohen Wasserqualität eine eigene Brauerei gründen wollte. Zunächst schien es nicht sicher, ob Hahnes Pläne vom Stadtrat akzeptiert würden – man einigte sich jedoch trotz des anfänglichen Widerstands und Hahne gründete die Du Bois Brewing Company an der South Main Street. Seine Geschäftspartner waren Mike Winter und Jack Weil. Hahne hielt 51 % der Anteile an der Brauerei.
Um das in seiner Brauerei verwendete Wasser vor Verschmutzung zu schützen, erstand Hahne knapp neun Quadratkilometer der Fläche, welche das örtliche Wasserreservoir umgab.
Im Jahr 1911 kaufte Hahne eine Farm in der Nähe von Luthersburg, Pennsylvania. Dort züchtete er Percheron- und Holsteinerpferde. Seine Obstplantage wurde vom Bundesstaat als Modellbetrieb ausgewählt (englisch state model orchard).
Die Du Bois Brewing Company war auf dem Höhepunkt ihres Erfolgs, als die Prohibitionsgesetze verabschiedet wurden. Somit konnte sie in den folgenden Jahren nur alkoholreduziertes Bier und Softdrinks herstellen.
Neben der Du Bois Brewing Company war Hahne auch Präsident der DuBois Storage and Carting Company sowie Direktor der DuBois Electric and Traction Company sowie der United Traction Company. Er hatte auch zeitweise das Amt des Präsidenten bei der J. Mahler Glass Company inne. Darüber hinaus war Hahne Mitglied der katholischen Kirche, der DuBois Elks, des Acorn Club of DuBois und der Pennsylvania Brewer’s Association.
Frank Hahne starb 1932, ein Jahr vor dem Ende der Prohibition. Sein Sohn Frank Jr. übernahm die Leitung des Unternehmens, seine Tochter Maria wurde Vizepräsidentin. 
Die Du Bois Brewing Company blieb bis 1972 im Geschäft, als sie von ihrem neuen Besitzer, der Pittsburgh Brewing Company, geschlossen wurde.

## Familie
Frank Hahne heiratete am 30. Mai 1883 Carrie A. Trom (* unbekannt; † 1896). Das Paar hatte vier Kinder:
- Emelia T.
- Maria  A.
- Frank John
- Carolla A.

Im Jahr 1900 heiratete Hahne Maria Strey (* unbekannt; † 16. Mai 1910).